# Wereldkampioenschap voetbal 2002 (Groep A) Senegal - Uruguay
Deze pagina is een subpagina van het artikel Wereldkampioenschap voetbal 2002. Hierin wordt de wedstrijd in de groepsfase in groep A tussen Senegal en Uruguay gespeeld op 11 juni 2002 nader uitgelicht. De wedstrijd eindigde op een gelijkspel, het werd 3-3.

## Voorafgaand aan de wedstrijd
- Senegal en Uruguay speelden nooit eerder tegen elkaar, dit was de eerste keer.
- Op de FIFA-wereldranglijst van mei 2002 stond Senegal op de 42e plaats. Uruguay stond op de 20e plaats.[1]

## Wedstrijdgegevens
| Datum                | 11 juni 2002                   | 11 juni 2002                   |
| Stadion              | Suwon World Cup Stadion, Suwon | Suwon World Cup Stadion, Suwon |
| Toeschouwers         | 33.681                         | 33.681                         |
| Scheidsrechter       | Jan Wegereef                   | Jan Wegereef                   |
| Assistenten          | Jaap Pool Ferenc Szekely       | Jaap Pool Ferenc Szekely       |
| Vierde man           | Kyros Vassaras                 | Kyros Vassaras                 |
| Man van de wedstrijd | Papa Bouba Diop                | Papa Bouba Diop                |
|                      | Senegal                        | Uruguay                        |
| Doelpunten           | 3                              | 3                              |
| Gele kaarten         | 7                              | 5                              |
| Rode kaarten         | 0                              | 0                              |
| Wissels              | 3                              | 3                              |
| Schoten op doel      | 6                              | 14                             |
| Schoten naast doel   | 0                              | 0                              |
| Overtredingen        | 23                             | 19                             |
| Hoekschoppen         | 5                              | 4                              |
| Buitenspel           | 4                              | 7                              |
| Strafschoppen        | 1                              | 1                              |
| Balbezit (tijd)      | 0                              | 0                              |
| Balbezit (%)         | 45%                            | 55%                            |

| Senegal | 3 – 3                | Uruguay |
| Khalilou Fadiga 20' (pen.) Papa Bouba Diop 26' Papa Bouba Diop 38'                                                                                                   | doelpunten (assists) | 46' Richard Morales 69' Diego Forlan 88' (pen.) Alvaro Recoba |
| Bruno Metsu | bondscoach           | Víctor Púa |
| Tony Sylva Omar Daf Papa Malick Diop Alassane Ndour 76' Aliou Cisse Henri Camara 67' Khalilou Fadiga El Hadji Diouf Lamine Diatta Ferdinand Coly 63' Papa Bouba Diop | opstellingen         | Fabian Carini Alejandro Lembo Paolo Montero Pablo Garcia Dario Rodriguez Gustavo Varela Dario Silva 46' Sebastián Abreu 32' Gonzalo Sorondo 46' Marcelo Romero Alvaro Recoba |
| Habib Beye 63' Moussa Ndiaye 67' Amdy Faye 76' | wissels              | 32' Mario Regueiro 46' Richard Morales 46' Diego Forlan |
| Henri Camara 2' Omar Daf 4' Ferdinand Coly 39' Bouba Diop 69' El Hadji Diouf 82' Khalilou Fadiga 87' Habib Beye 87'                                                  | gele kaarten         | 8' Marcelo Romero 19' Fabian Carini 35' Pablo Garcia 40' Dario Rodriguez 82' Paolo Montero                                                                                   |
| | rode kaarten         | |